# How Come, How Long
Singles de Babyface
Every Time I Close My Eyes
(1997) (Always Be My) Sunshine (en)
(1997)
Singles par Stevie Wonder
Kiss Lonely Good-Bye
(1996) True to Your Heart
(1998)
How Come, How Long est une chanson écrite, produite et interprétée par Babyface, interprétée en duo avec le chanteur américain Stevie Wonder.
Diffusé en tant que troisième single issu de son quatrième album The Day (en) (1996), la chanson n'entre pas dans les classements américains mais perce en Europe, notamment au Royaume-Uni où le titre entre dans le top 10.
La chanson traite de la violence domestique, s'inspirant de l'histoire de Nicole Brown Simpson dans l'affaire O.J. Simpson.
Elle est nommée lors des 40e et 41e cérémonie des Grammy Awards dans la catégorie Meilleure collaboration pop vocale (en), respectivement pour la version studio puis live de la chanson.

## Contexte
Stevie Wonder coécrit la chanson qui traite de la violence conjugale, illustrée par une femme tuée par son mari après avoir été abusée. Elle s'inspire de l'histoire de Nicole Brown Simpson dans l'affaire O.J. Simpson.

## Accueil
Dans Music Week, la chanson obtient quatre étoiles sur cinq, établissant que "l'apport de Wonder (chant et harmonica) est évident sur cette ballade chargée émotionnellement" et Alan Jones considérant le morceau comme « un commentaire pertinent au sujet des violences conjugales ».

## Clip vidéo
Le clip vidéo est réalisé par F. Gary Gray. Il montre plusieurs résidents d'un immeuble à appartements ignorant les plaintes, cris et disputes d'un couple marié, se terminant par un twist (par rapport à l'affaire O.J. Simpson) dans lequel la femme tue son mari puis est arrêtée.
Le clip est nommé dans la catégorie de la Meilleure vidéo R&B lors des MTV Video Music Awards en 1997, battu par celui de I'll Be Missing You de Puff Daddy, Faith Evans et 112, en compétition avec ceux de On & On (en) (Erykah Badu), No Diggity (Blackstreet featuring Dr. Dre) et Un-Break My Heart (Toni Braxton). La même année, le clip vidéo est nommé dans la catégorie du Grammy Award du meilleur clip, battu par Got 'Till It's Gone (Janet Jackson), en compétition avec I Care 'Bout You (Milestone), Early To Bed de Morphine et Stinkfist (en) de Tool.

## Formats
| Europe - CD Single - Epic Records - réf. EPC 664402 1 | Europe - CD Single - Epic Records - réf. EPC 664402 1 | Europe - CD Single - Epic Records - réf. EPC 664402 1 | Europe - CD Single - Epic Records - réf. EPC 664402 1 | Europe - CD Single - Epic Records - réf. EPC 664402 1 | Europe - CD Single - Epic Records - réf. EPC 664402 1 | Europe - CD Single - Epic Records - réf. EPC 664402 1 | Europe - CD Single - Epic Records - réf. EPC 664402 1 | Europe - CD Single - Epic Records - réf. EPC 664402 1 | Europe - CD Single - Epic Records - réf. EPC 664402 1 |
| No                                                    | Titre                                                 | Auteur                                                | Durée                                                 |                                                       |                                                       |                                                       |                                                       |                                                       |                                                       |
| ----------------------------------------------------- | ----------------------------------------------------- | ----------------------------------------------------- | ----------------------------------------------------- | ----------------------------------------------------- | ----------------------------------------------------- | ----------------------------------------------------- | ----------------------------------------------------- | ----------------------------------------------------- | ----------------------------------------------------- |
| 1.                                                    | How Come, How Long (Radio edit)                       | Babyface, Stevie Wonder                               | 4:12                                                  |                                                       |                                                       |                                                       |                                                       |                                                       |                                                       |
| 2.                                                    | Everytime I Close My Eyes (Timbaland Remix)           | Babyface                                              | 4:55                                                  |                                                       |                                                       |                                                       |                                                       |                                                       |                                                       |
| 9:07                                                  |                                                       |                                                       |                                                       |                                                       |                                                       |                                                       |                                                       |                                                       |                                                       |

| Royaume-Uni - CD Promo - Epic Records - réf. XPCD2161 | Royaume-Uni - CD Promo - Epic Records - réf. XPCD2161 | Royaume-Uni - CD Promo - Epic Records - réf. XPCD2161 | Royaume-Uni - CD Promo - Epic Records - réf. XPCD2161 | Royaume-Uni - CD Promo - Epic Records - réf. XPCD2161 | Royaume-Uni - CD Promo - Epic Records - réf. XPCD2161 | Royaume-Uni - CD Promo - Epic Records - réf. XPCD2161 | Royaume-Uni - CD Promo - Epic Records - réf. XPCD2161 | Royaume-Uni - CD Promo - Epic Records - réf. XPCD2161 | Royaume-Uni - CD Promo - Epic Records - réf. XPCD2161 |
| No                                                    | Titre                                                 | Auteur                                                | Durée                                                 |                                                       |                                                       |                                                       |                                                       |                                                       |                                                       |
| ----------------------------------------------------- | ----------------------------------------------------- | ----------------------------------------------------- | ----------------------------------------------------- | ----------------------------------------------------- | ----------------------------------------------------- | ----------------------------------------------------- | ----------------------------------------------------- | ----------------------------------------------------- | ----------------------------------------------------- |
| 1.                                                    | How Come, How Long (Radio edit)                       | Babyface, Wonder                                      | 4:12                                                  |                                                       |                                                       |                                                       |                                                       |                                                       |                                                       |
| 4:12                                                  |                                                       |                                                       |                                                       |                                                       |                                                       |                                                       |                                                       |                                                       |                                                       |

| 1. | How Come, How Long (Single edit)                       | Babyface, Wonder | 4:12 |
| 2. | Every Time I Close My Eyes (House Of Music Remix Edit) | Babyface         | 4:37 |
| 3. | Every Time I Close My Eyes (Timbaland Mix)             | Babyface         | 4:52 |
| 4. | Whip Appeal (Album Version)                            |                  | 5:46 |

| 1. | How Come, How Long (Radio edit)             | Babyface, Wonder                    | 4:26 |
| 2. | How Come, How Long (Laws & Craigie 7” Edit) | Babyface, Wonder                    | 4:41 |
| 3. | Whip Appeal (en)                            | Babyface, Perri "Pebbles" Reid (en) | 5:46 |
| 4. | How Come, How Long (Radio edit)             | Babyface, Wonder                    | 4:26 |
| 5. | How Come, How Long (Laws & Craigie 7” Edit) | Babyface, Wonder                    | 4:41 |
| 6. | Whip Appeal                                 | Babyface, Reid                      | 5:46 |

| 1. | How Come, How Long (radio edit)           | Babyface, Wonder | 4:12 |
| 2. | How Come, How Long (Album version)        | Babyface, Wonder | 5:12 |
| 3. | How Come, How Long (Natty & Slaps Remix)  | Babyface, Wonder | 5:14 |
| 4. | How Come, How Long (Laws & Craigie Remix) | Babyface, Wonder | 6:29 |

| 1. | How Come, How Long (radio edit)              | Babyface, Wonder | 4:12 |
| 2. | How Come, How Long (Natty & Slaps remix)     | Babyface, Wonder | 5:08 |
| 3. | How Come, How Long (Laws & Craigie remix)    | Babyface, Wonder | 6:28 |
| 4. | Every Time I Close My Eyes (Timbaland remix) | Babyface         | 4:55 |

## Classements

### Hebdomadaires
| Classement (1997)                          | Meilleure position |
| ------------------------------------------ | ------------------ |
| 5                                          | 5                  |
| 9                                          | 9                  |
| 15                                         | 15                 |
| 16                                         | 16                 |
| Danemark (IFPI)                            | 17                 |
| 22                                         | 22                 |
| 17                                         | 17                 |
| Irlande (IRMA)                             | 10                 |
| 2                                          | 2                  |
| 2                                          | 2                  |
| 9                                          | 9                  |
| 5                                          | 5                  |
| 9                                          | 9                  |
| 10                                         | 10                 |
| Royaume-Uni (UK Singles (OCC))             | 10                 |
| États-Unis (Billboard R&B/Hip-Hop Airplay) | 45                 |
| États-Unis (Billboard Radio Songs)         | 47                 |
| États-Unis (Billboard Rhythmic (en))       | 21                 |
| États-Unis (Billboard Pop Airplay)         | 31                 |

### Annuels
| Classement (1997)                  | Position |
| ---------------------------------- | -------- |
| Australie (ARIA)                   | 27       |
| Belgique (Ultratop néerlandophone) | 67       |
| Belgique (Ultratop francophone)    | 89       |
| Allemagne (Official German Charts) | 78       |
| Pays-Bas (Dutch Top 40)            | 27       |
| Pays-Bas (Single Top 100)          | 26       |
| Roumanie (Romanian Top 100)        | 14       |
| Suède (Sverigetopplistan)          | 47       |
| Suisse (Schweizer Hitparade)       | 30       |

## Récompenses et certifications

### Certifications
| Pays      | Certification | Ventes  |
| --------- | ------------- | ------- |
| Australie | Platine       | +70.000 |

### Récompenses et nominations
La chanson est nommée lors des 40e et 41e cérémonie des Grammy Awards dans la catégorie Meilleure collaboration pop vocale (en).
Lors de la quarantième édition en 1997, la version studio est vaincue par Don't Look Back (en) (John Lee Hooker et Van Morrison), en compétition avec Tell Him (en) (Barbra Streisand et Céline Dion), I Finally Found Someone (en) (Brabra Streisand et Bryan Adams) et God Bless the Child (Tony Bennett avec Billie Holiday).
L'année suivante, la version live issue de son album MTV Unplugged NYC 1997 (en) est à nouveau nosdfmmée dans la catégorie Meilleure collaboration pop vocale (en), échouant face à I Still Have That Other Girl (Elvis Costello et Burt Bacharach), en compétition avec Kisses Sweeter Than Wine (en) (Jackson Browne et Bonnie Raitt), I'm Your Angel (en) (R. Kelly et Céline Dion) et Shenandoah (Van Morrison et The Chieftains).

## Crédits
- Babyface : chanteur, guitare acoustique, claviers[28]
- Stevie Wonder : voix, harmonica, chœurs
- Nathan East : basse
- John Robinson : batterie
- Michael Thompson (en) : guitare
- Greg Phillinganes : piano
- Sheila Escovedo : percussions
- Kevon Edmonds (en), Marc Nelson, Shanice Wilson : chœurs

### Technique
- Babyface : producteur[29],[30]

- Timbaland : producteur, remixing
- Jimmy Douglas : remixing
- Jon Gass : mixage audio
- Benny Medina (en): management
- Anton Corbijn :  photographie